# شركة النقل بالساحل

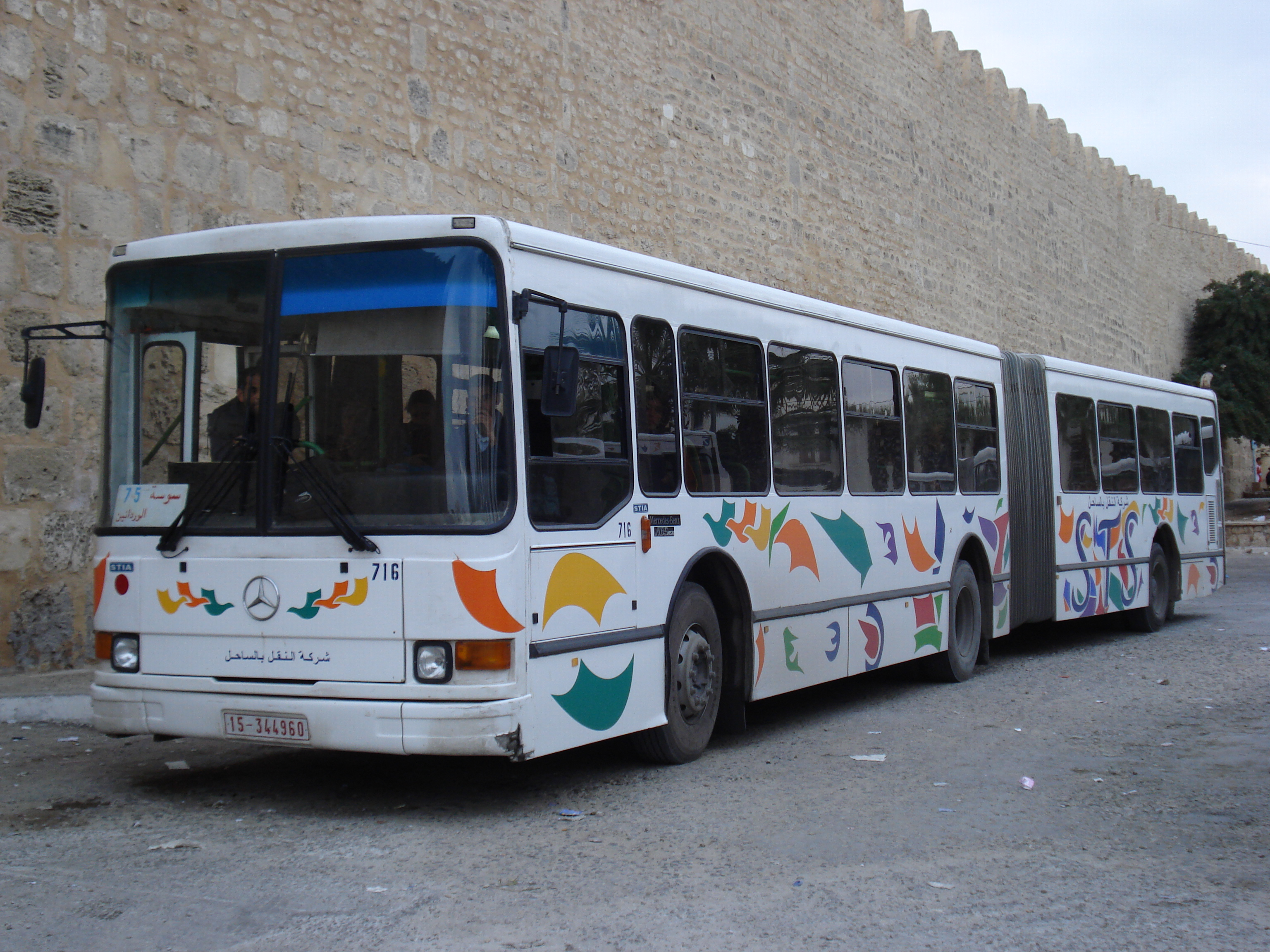
حافلة تابعة لشركة النقل بالساحل

شركة النقل بالساحل شركة حكومية للنقل العمومي الجماعي للمسافرين. وهي تؤمن الرحلات في ولايات سوسة والمنستير والمهدية، وبينها.
شركة النقل بالساحل منشاة عمومية بمقتضى القانون عدد 9 لسنة 1989. تم تأسيسها سنة 1963 وهي شركة خفية الاسم رأس مالها 400 ألف دينار متكون من 80 ألف سهم
يتركب مجلس إدارتها من ممثلين اثنين عن وزارة النقل وممثل عن الوزارة الأولى وممثل عن وزارة المالية وممثل عن المجلس الجهوي بسوسة وممثل عن بلدية سوسة وممثل عن بلدية المنستير وممثل عن بلدية المهدية وأربع أعضاء يمثلون الخواص ويحضر جلسات مجلس إدارتها مراقب الدولة.
تغطي شبكة الخطوط المستغلة من طرف الشركة كامل تراب ولايات الساحل الثلاثة(سوسة والمنستير والمهدية)و يبلغ عدد خطوطها 272 خطا منها 125 خط خاصا بالتلاميذ والطلبة كما لها بعض الخطوط الطويلة التي تربط هذه الولايات بولايات نابل وباجة وقفصة والقيروان والكاف.
يتكون أسطولها في 31 ديسمبر 2008 من 315 حافلة، يغلب على نشاط الشركة الطابع الحضري والضحوي القصير ويواصل النقل المدرسي والجامعي تطوره حيث مثل خلال سنة 2008 قرابة 81% من جملة المنقولين بمقابل بينما لم تتجاوز هذه النسبة 45% في سنة 1990.
تشغل 1093عونا في نهاية سنة 2008 وتمثل نسبة المتعاقدين 17% من مجموع الأعوان.
أما على صعيد التنظيم الإداري فتتوزع مصالحها كالآتي :
- المقر الاجتماعي بسوسة شارع ليوبولد سيدار سانغور
- المستودع والورشات المركزية بسوسة نهج ابن خلدون
- ثلاثة أقاليم بسوسة والمنستير والمهدية
- سبعة مراكز محلية بكل من سوسة والنفيضة والمنستير والمكنين وجمال والمهدية والجم.

حققت الشركة خلال سنة 2008 نموا على مستوى مواردها الذاتية بنسبة تقدر بـ8.6 % بالمقارنة مع سنة 2007 في حين سجلت أعباء الاستغلال زيادة بـ6.3 % فقط مما أثر إيجابيا على نتيجة الشركة.
هذا وقد واكب هذا التطور الإيجابي عدة تحسينات في ميدان التنظيم والجودة والمراقبة حيث ركزت الشركة خلال سنة 2008 على تطوير خدماتها وتوفير نوعية أحسن للبقاع المعروضة خاصة على مستوى السلامة والجودة مع تلبية طلبات النقل المتزايدة، في هذا الإطار وضمن برنامج استثماراتها في معدات النقل اقتنت الشركة 35 حافلة جديدة بقيمة 8106 أد مما أفضى إلى تطور الأسطول من 287 وحدة في موفى سنة 2007 إلى 315 وحدة في موفى سنة 2008 باعتبار إقصاء 7 وحدات خلال سنة 2008 كما خفضت الشركة في عدد السفرات الملغاة حرصا منها على المحافظة على مصداقية تواقيت سفراتها.
أما في مجال الإعلامية فقد كانت الشركة رائدة في هذا الميدان إذ وقع اختيار نظامها المعلوماتي من طرف وزارة النقل كنظام نموذجي سيقع تعميمه على كل الشركات الجهوية للنقل، وقد امدت الشركة في شهر أوت 2008 النسخة الأصلية من البرامج الاعلامية للهيكل الذي وقع اختياره لتطويره إلى نسخة ثلاثية الأبعادVersion trois tiers))
في مجال تثمين وتنمية مواردها البشرية واصلت الشركة خلال سنة 2008 العمل على رفع مردودية عمالها مع تدعيم الخدمات الاجتماعية والطبية وقد تجسمت هذه الجهود في:
- تطوير عدد الأعوان والضغط على كلفة الأجور
- دعم عمليات التكوين والرسكلة خاصة في مجال السياقة الرصينة
- اعتماد الحوار والتشاور عند أخذ القرار (Comité de Direction)
- العمل بنظام التأمين الجماعي على المرض(CNAM) منذ شهر جويلية 2008 مع إدخال العديد من التحسينات على اتفاقية التأمين على المرض مع شركة(STAR) لصالح أعوان الشركة.